# Bystřice (Cidlina)
Die Bystřice (deutsch Bistritz) ist ein linker Zufluss der Cidlina in Tschechien.

## Verlauf
Sie entspringt in 481 m. ü. M. im Riesengebirgsvorland östlich der Stadt Pecka zwischen den Dörfern Horní Brusnice (Oberprausnitz) und Vidonice (Widentsch).
Auf seinem Weg nach Süden fließt das Gewässer unweit des Dorfes Kal (Kall) auf ca. 4 km Länge durch das Tal Kalské údolí. Die typische Vorgebirgslandschaft steht seit 1990 auf 25 Hektar als Naturdenkmal unter staatlichem Schutz. Am 462 m hohen Homolka liegt wenige hundert Meter flussabwärts ein weiteres Naturdenkmal.
Entlang des Flusslaufes folgen die Orte Vidoň sowie Miletínek und Miletín, zwischen denen sich rechts des Flusses das Naturreservat Miletínská bažantnice befindet.
Es folgen Rohoznice und die Mündung der Bubnovka. Daran schließt sich ein Tal zwischen den Orten Doubrava und Hořice an. Die naturbelassenen Mäander und Feuchtwiesen dieses Tals wurden ebenfalls 1990 als Naturdenkmal Údolí Bystřice auf 17 Hektar unter Schutz gestellt. Nördlich davon liegt ein weiteres Naturdenkmal, die 3 Hektar große Waldwiese Farářova louka.
Nächste Orte der Bystřice, deren Lauf von hier an bis zur Mündung durch eine ebene Landschaft mit zahlreichen kleinen Ortschaften führt, sind Březovice, Jeřice, Dolní Černůtky, Třebovětice, Cerekvice nad Bystřicí, Hněvčeves, Sovětice, Sadová, Dohalice, Mokrovousy, Třesovice, Popovice, Sobětuš, Lubno, Komárov, Nechanice, Kunčice, Boharyně, Homyle und Puchlovice. Dort biegt die Bystřice nach Westen und fließt an Kratonohy, Kosičky und Kosice vorbei. Ab dort wurde die Bystřice begradigt und erhielt ein neues Flussbett. Das alte Flussbett führt als Mlýnská Bystřice westwärts bis zur Cidlina, während der Hauptlauf des Flusses schnurgerade nach Südwesten verlegt wurde, wo er zwischen Chlumec nad Cidlinou und Kladruby  nach 63 km in 214 m. ü. M. in die Cidlina mündet.  Ihr Einzugsgebiet beträgt 379 km².

## Zuflüsse (links/rechts)
- Bubnovka bei Rohoznice (r)
- Bašnický potok  bei Komárov (r)
- Radostovský potok bei Homyle (l)
- Roudnický potok bei Roudnice (l)

Siehe auch: Bystritza